# 珠窝站
珠窝站是丰沙铁路上的一个小火车站。该站位于北京市门头沟区雁翅镇珠窝村境内，距离北京站69公里，沙城站52公里。建于1952年，是上行车站。
珠窝站每天只有三班车停车。其中两班是上午从张家口赴北京的无空调普快列车，一班是傍晚从张家口去北京的新空调快速列车。
与珠窝站对应的下行车站是珠窝东站。珠窝东站每天只有傍晚去张家口的列车停靠。